# Nilüfer Belediyespor
Nilüfer Belediyespor – żeński klub piłki siatkowej z Turcji. Został założony w 1999 roku z siedzibą w Bursie. Obecnie występuje w najwyższej klasie rozgrywkowej Turcji w Vestel Venus Sultanlar Ligi.

## Trenerzy
| Sezon                     | Imię i nazwisko         |
| ------------------------- | ----------------------- |
| 2015/2016                 | Reşat Yazıcıoğulları    |
| 2016/2017                 | Inessa Korkmaz          |
| 2017/2018                 | Alper Hamurcu           |
| 2018/2019                 | Alper Hamurcu           |
| 2019/2020                 | Tore Aleksandersen      |
| 2020/2021                 | Dehri Can Dehrioğlu     |
| 2021/2022 (do 22.12.2021) | Dehri Can Dehrioğlu     |
| 2021/2022 (od 22.12.2021) | Janica Rangelowa Uraner |
| 2022/2023                 | Vital Heynen            |
| 2023/2024 (do 06.03.2024) | Vital Heynen            |

## Bilans sezon po sezonie
| Sezon     | Rozgrywki ligowe                                                      | Puchar Turcji                                                         | Puchary europejskie           |
| Sezon     | Miejsce                                                               | Puchar Turcji                                                         | Puchary europejskie           |
| --------- | --------------------------------------------------------------------- | --------------------------------------------------------------------- | ----------------------------- |
| 2005/2006 | 11. miejsce                                                           |                                                                       |                               |
| 2006/2007 | 7. miejsce                                                            |                                                                       |                               |
| 2007/2008 | 3. miejsce                                                            |                                                                       |                               |
| 2008/2009 | 10. miejsce                                                           |                                                                       |                               |
| 2009/2010 | 9. miejsce                                                            | półfinał                                                              |                               |
| 2010/2011 | 6. miejsce                                                            | 2. miejsce                                                            |                               |
| 2011/2012 | 7. miejsce                                                            | 1/8 finału                                                            | Puchar Challenge – runda 2    |
| 2012/2013 | 11. miejsce                                                           | ćwierćfinał                                                           |                               |
| 2013/2014 | 2. miejsce                                                            | faza grupowa                                                          |                               |
| 2014/2015 | 7. miejsce                                                            | faza grupowa                                                          |                               |
| 2015/2016 | 8. miejsce                                                            |                                                                       |                               |
| 2016/2017 | 10. miejsce                                                           | ćwierćfinał                                                           |                               |
| 2017/2018 | 7. miejsce                                                            | ćwierćfinał                                                           |                               |
| 2018/2019 | 7. miejsce                                                            | ćwierćfinał                                                           |                               |
| 2019/2020 | Ze względu na pandemię wirusa SARS-CoV-2 rozgrywki zostały przerwane. | Ze względu na pandemię wirusa SARS-CoV-2 rozgrywki zostały przerwane. |                               |
| 2020/2021 | 5. miejsce                                                            | faza grupowa                                                          |                               |
| 2021/2022 | 12. miejsce                                                           | faza grupowa                                                          | Puchar Challenge – 1/8 finału |
| 2022/2023 | 5. miejsce                                                            | faza grupowa                                                          |                               |
| 2023/2024 | 7. miejsce                                                            | ćwierćfinał                                                           | Puchar Challenge – półfinał   |
| 2024/2025 | 12. miejsce                                                           | faza grupowa                                                          |                               |

Poziom rozgrywek:
     pierwszy, najwyższy ogólnokrajowy
     drugi
     trzeci
     czwarty
     piąty

## Sukcesy
Puchar BVA:
- 2011

## Kadra

### Sezon 2023/2024[2]
- 1.  Ołeksandra Miłenko
- 2.  Merve Nur Öztürk
- 3.  Asli Ertek Aşçıoğlu
- 5.  Cansu Bir
- 6.  Lila Sengün
- 7.  Nazlı Eda Kafkas
- 8.  Eylül Akarçeşme
- 10.  Ece Eke
- 11.  Lucille Gicquel
- 14.  Laura Künzler
- 15.  Deniz Uyanik
- 17.  Marija Jordanowa
- 95.  Beliz Başkır

### Sezon 2022/2023
- 1.  Sherridan Atkinson
- 3.  Cansu Bir
- 4.  Ecenur Aksoy
- 5.  Aybüke Güldenoğlu
- 7.  Arzum Tezcan
- 8.  Eylül Akarçeşme
- 10.  Hümay Fırıncıoğlu
- 12.  Nikola Radosová
- 15.  Deniz Uyanik
- 16.  Merve Ikbal Albayrak
- 17.  Sıla Çalışkan
- 18.  İlayda Uçak
- 19.  Aleksandra Milanova
- 25.  Brooke Nuneviller (od 08.01.2023)

### Sezon 2021/2022
- 1.  Cansu Bir
- 2.  Aslı Tecimer
- 3.  Defne Başyolcu
- 4.  Ecenur Aksoy
- 5.  Natalja Dumczewa
- 6.  Melis Durul
- 7.  Çağla Akin
- 9.  Ołeksandra Bytsenko
- 10.  Hümay Topaloğlu
- 11.  Buse Kayacan
- 12.  Fulden Ural
- 14.  Sude Naz Uzun
- 15.  Dominika Sobolska-Tarasova
- 16.  Deniz Emrelli
- 18.  Hilal Kocakara
- 19.  Emily Maglio

### Sezon 2020/2021
- 1.  Fulden Ural
- 2.  Aslı Tecimer
- 4.  Willow Johnson (do 12.11.2020)
- 5.  Merve Nezir
- 6.  Seda Menekşe
- 8.  Buse Ünal
- 10.  Merve Tanıl
- 11.  Buse Kayacan
- 12.  Aybüke Özdemir
- 13.  Sarah Wilhite
- 15.  Naz Yılmaz
- 18.  Yasemin Şahin Yıldırım
- 19.  Emily Maglio
- 20.  Ana Paula Borgo (od 23.12.2020)[3]

### Sezon 2019/2020
- 1.  Hélène Rousseaux
- 2.  Aslı Tecimer
- 3.  Elif Uzun
- 4.  Sherridan Atkinson
- 6.  Seda Menekşe
- 8.  Buse Ünal
- 9.  Ceren Çınar
- 10.  Hümay Topaloğlu
- 11.  Buse Kayacan
- 12.  Aybüke Özdemir
- 13.  Sabriye Gönülkırmaz
- 15.  Katerina Zhidkova
- 16.  İkbal Albayrak
- 17.  Resmiye Çakmak

### Sezon 2018/2019
- 1.  Elif Boran
- 2.  Aylin Sarıoğlu
- 3.  Seda Eryüz
- 4.  Autumn Bailey
- 6.  Özge Nur Yurtdagülen
- 7.  Selin Arifoğlu
- 8.  Buse Ünal
- 9.  Ołeksandra Bytsenko
- 11.  Seda Menekşe
- 12.  Alexandra Lazic
- 13.  Hande Korkut
- 15.  Milagros Collar
- 17.  Hilal Köse
- 18.  Aslı Tecimer
- 20.  Resmiye Çakmak

### Sezon 2017/2018
- 1.  Elif Boran
- 2.  Sinem Beyazıt
- 3.  Birgül Güler
- 4.  Seda Menekşe
- 5.  Elif Onur
- 6.  Özge Nur Yurtdagülen
- 7.  Hazal Selin Uygur
- 8.  Funda Bilgi
- 10.  Merve Tanıl
- 11.  Anne Buijs
- 15.  Ana Carolina da Silva
- 17.  Ceyda Aktaş
- 18.  Duygu Düzceler
- 20.  Neslişah Durgun

### Sezon 2016/2017

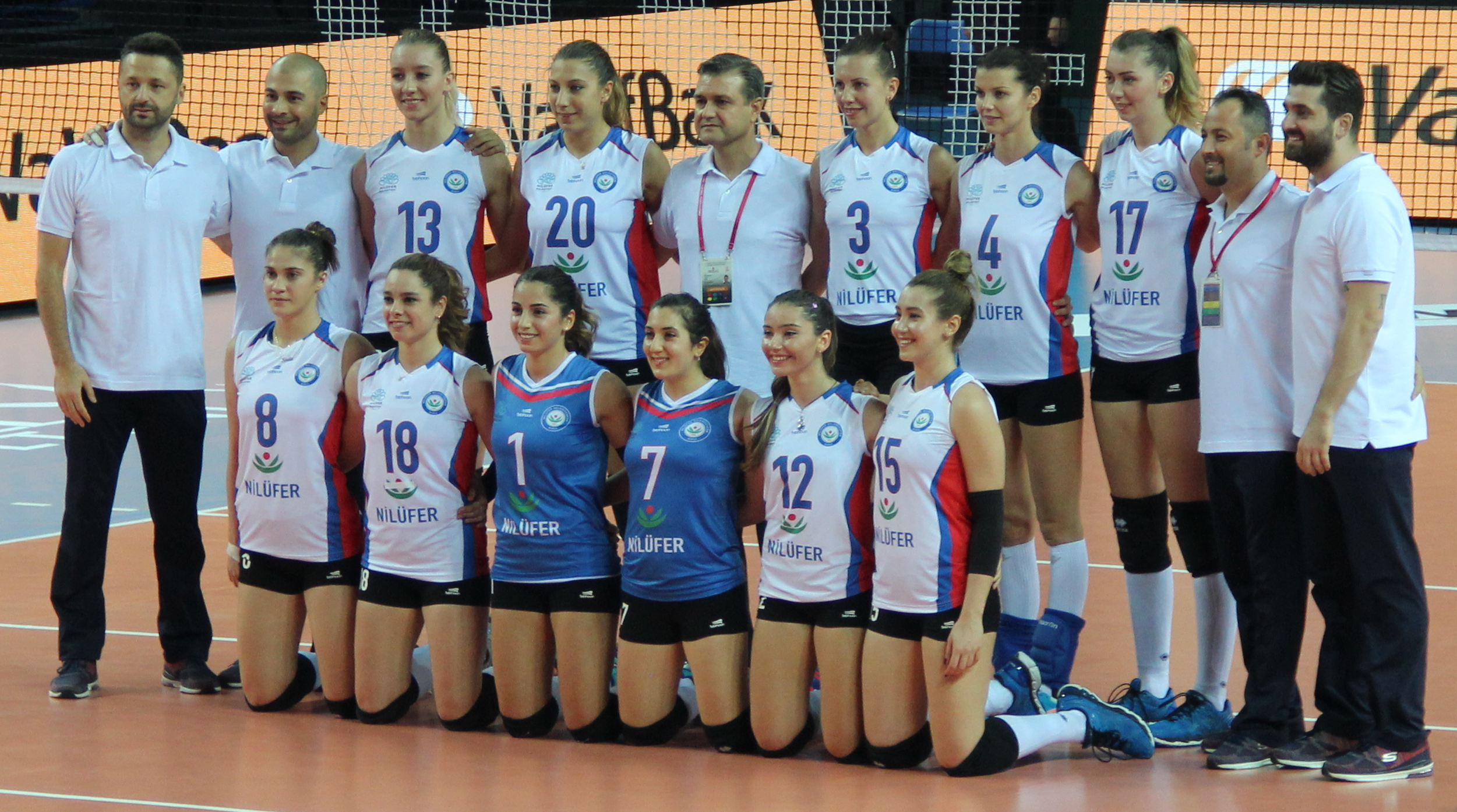
Zawodniczki Nilüfer Belediyespor w sezonie 2016/2017

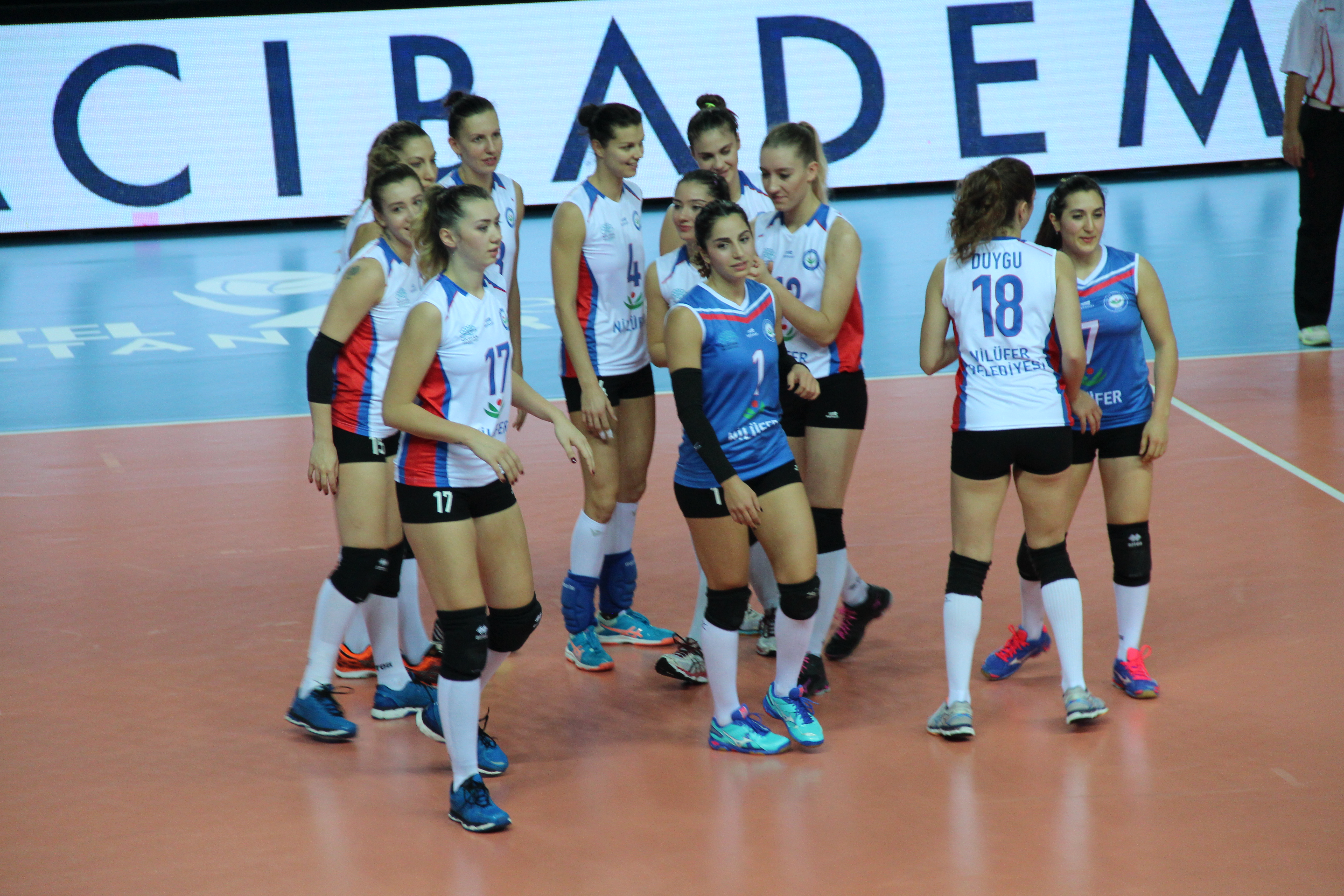
Zawodniczki Nilüfer Belediyespor w sezonie 2016/2017

- 1.  Merve Kapıkıran
- 2.  Zeynep Ece Öztuna
- 3.  Iryna Truszkina
- 4.  Tetiana Kozłowa
- 6.  Esma Ulu
- 7.  Dilara Bağcı
- 8.  Seda Menekşe
- 9.  Ołeksandra Bitsenko
- 11.  Selen Kafardar
- 12.  Berrak Deniz Kakaşçı
- 13.  Cemre Janset Erkul
- 15.  Buse Melis Kara
- 16.  Aylin Kurtuluş
- 17.  Ceyda Aktaş
- 18.  Duygu Düzceler
- 20.  Neslişah Durgun

### Sezon 2015/2016
- 1.  Dilek Kınık
- 3.  Seda Uslu Eryüz
- 7.  Neslişah Durgun
- 8.  Seda Menekşe
- 9.  Ayça Naz İhtiyaroğlu
- 10.  Yusleinis Herrera
- 11.  Selen Kafardar
- 12.  Esra Gümüş
- 13.  Meryem Boz Çalık
- 14.  Ivana Miloš
- 17.  Duygu Üçdağ
- 18.  Gökçen Denkel

### Sezon 2014/2015
- 1.  Dilek Kınık
- 2.  Neslişah Durgun
- 3.  Yamila Nizetich
- 6.  Dilara Bilge
- 7.  Pınar Cankarpusat
- 9.  Gizem Giraygil
- 10.  Yusleinis Herrera
- 11.  Buse Kayacan
- 14.  Ecem Çırpan
- 15.  Elif Aydın
- 16.  Cemre Erol
- 17.  Christina Rusewa